# Distretto di Machanga
Il distretto di Machanga è un distretto del Mozambico, facente parte della Provincia di Sofala.

## Suddivisioni amministrative
Il distretto è suddiviso in tre sottodistretti amministrativi (posti amministrativi):
- Machanga
- Divinhe
- Chiloane